# Hoplophaeogenes amoenus
Hoplophaeogenes amoenus là một loài tò vò trong họ Ichneumonidae.